# Cast in Stone
Cast in Stone es el noveno álbum de estudio de la banda de heavy metal, Venom, y el primero con la formación original después de 12 años. Fue publicado por SPV/ Steamhammer en 1997.

## Lista de canciones
1. "The Evil One" - 3:18
2. "Raised in Hell" - 2:47
3. "All Devils Eve" - 2:53
4. "Bleeding" - 2:43
5. "Destroyed & Damned" - 6:45
6. "Domus Mundi" - 3:51
7. "Flight of the Hydra" - 3:22
8. "God´s Forsaken" - 4:24
9. "Mortals" - 3:15
10. "Infectious" - 3:36
11. "Kings of Evil" - 4:15
12. "You´re All Gonna Die" - 3:02
13. "Judgement Day" - 4:32
14. "Swarm" - 5:06

## Créditos
- Cronos – bajo, voz
- Mantas – guitarra
- Abaddon – batería, sampler